# Чигирова, Шамкыз Магомедовна
Шамкыз Магоме́довна Чиги́рова (урождённая ― Ахматова) (род. 1940) ― мастер машинного доения совхоза «Нальчикский» Кабардино-Балкарской АССР, Герой Социалистического труда (1966).

## Биография
Шамкыз Магомедовна Чигирова родилась в 1940 (по другим данным в 1941 года) году в селе Белая Речка Хуламо-Безенгиевского района Кабардино-Балкарской АССР (ныне — село в составе городского округа города Нальчик Кабардино-Балкарской Республики) в многодетной семье. По национальности ― балкарка.
В 1944 году вместе с остальными балкарцами семья Чигировых была депортирована в Киргизскую ССР (ныне — Кыргызстан), в селе Тюп Тюпского района Иссык-Кульской области.
Шамкыз вынуждена была бросить учёбу в школе и пойти работать, чтобы прокормить младших братьев и сестер. За высокие показатели в работе в 1957 году её делегировали на VI Всемирный фестиваль молодежи и студентов в Москву.
В 1959 году семья Шамхыз вернулась в родное село Белая Речка Кабардино-Балкарской АССР. На родине она устроилась на работу дояркой на ферме в колхозе «Ак-Суу», где добивалась самых высоких показателей. Затем стала мастером машинного доения совхоза «Нальчикский».
22 марта 1966 года Указом Президиума Верховного Совета СССР за достигнутые успехи в развитии животноводства, увеличении производства и заготовок молока и другой продукции Шамкыз Магомедовне Чигировой присвоено звание Героя Социалистического Труда с вручением Ордена Ленина и Золотой медали «Серп и Молот».
В 1976 году Чигирова пришла работать на отстающую ферму. Под её руководством были объединены три фермы, которые стали давать высокие надои молока.
Избиралась депутатом Верховного Совета Кабардино-Балкарской АССР 7-го созыва (1967—1971). Также избиралась депутатом городского и сельского Советов депутатов, членом Президиума Кабардино-Балкарского облсовпрофа, членом ревизионной комиссии Кабардино-Балкарского обкома КПСС.
В 1990-е годы вышла на заслуженный отдых. Проживает в Нальчике. Награждена Орденами Ленина (22.03.1966), «Знак Почёта» (1957) и медалями.